# Club Baloncesto Gran Canaria 2005-2006
Questa voce raccoglie le informazioni riguardanti il Club Baloncesto Gran Canaria nelle competizioni ufficiali della stagione 2005-2006.

## Stagione
La stagione 2005-2006 del Club Baloncesto Gran Canaria è la 15ª nel massimo campionato spagnolo di pallacanestro, la Liga ACB.
All'inizio della nuova stagione la Federazione decise di abolire la distinzione riguardo ai giocatori comunitari, estendendo la classificazione a tutti i Paesi appartenenti alla FIBA Europe.

## Roster
Aggiornato al 26 novembre 2021.
| Gran Canaria Grupo Dunas 2005-06 | Gran Canaria Grupo Dunas 2005-06 |
| Giocatori                        | Staff tecnico                    |
| -------------------------------- | -------------------------------- |

| N. | Naz.                                         | Ruolo | Nome               | Anno | Alt.   | Peso   |  |
| -- | -------------------------------------------- | ----- | ------------------ | ---- | ------ | ------ |  |
| 5  | Stati Uniti (bandiera) · Germania (bandiera) | GA    | Jason Klein        | 1976 | 200 cm | 90 kg  |  |
| 7  | Senegal (bandiera) · Spagna (bandiera)       | AG    | Sitapha Savané     | 1978 | 202 cm | 105 kg |  |
| 8  | Stati Uniti (bandiera)                       | AP    | Kennedy Winston    | 1984 | 197 cm | 98 kg  |  |
| 9  | Spagna (bandiera)                            | AC    | Enrique Ruiz       | 1985 | 202 cm |        |  |
| 10 | Spagna (bandiera)                            | AG    | Rubén Burgos       | 1979 | 201 cm |        |  |
| 11 | Spagna (bandiera)                            | GA    | Roberto Guerra     | 1983 | 196 cm |        |  |
| 12 | Stati Uniti (bandiera) · Spagna (bandiera)   | C     | Richard Fox        | 1981 | 210 cm |        |  |
| 13 | Stati Uniti (bandiera) · Croazia (bandiera)  | P     | Marcus Norris      | 1974 | 185 cm | 79 kg  |  |
| 14 | Spagna (bandiera)                            | P     | Gonzalo Echevarría | 1986 | 187 cm |        |  |
| 20 | Stati Uniti (bandiera) · Irlanda (bandiera)  | A     | Jim Moran          | 1978 | 200 cm | 103 kg |  |
| 21 | Stati Uniti (bandiera)                       | G     | Adam Harrington    | 1980 | 196 cm | 91 kg  |  |
| 22 | Spagna (bandiera)                            | P     | Gonzalo Martínez   | 1974 | 178 cm |        |  |
| 25 | Argentina (bandiera) · Italia (bandiera)     | AG    | Víctor Baldo       | 1977 | 201 cm | 102 kg |  |
| 30 | Stati Uniti (bandiera) · Italia (bandiera)   | C     | Casey Shaw         | 1975 | 208 cm | 110 kg |  |
| 31 | Stati Uniti (bandiera)                       | AC    | Harper Williams    | 1971 | 200 cm | 120 kg |  |

| Allenatore                                                                        |
| - Salva Maldonado                                                                 |
| Assistente/i                                                                      |
| - Carlos Frade - Himar Ojeda Legenda - (C) Capitano - (IN) Inattivo - Infortunato |

## Mercato

### Sessione estiva
| Acquisti | Acquisti        | Acquisti           | Acquisti   | Acquisti |
| R.a      | Nome            | da                 | Modalità   |          |
| -------- | --------------- | ------------------ | ---------- | -------- |
| C        | Casey Shaw      | Viola R. Calabria  | definitivo |          |
| P        | Marcus Norris   | B.K. Kiev          | definitivo |          |
| AC       | Harper Williams | Manresa            | definitivo |          |
| AG       | Rubén Burgos    | Atapuerca Burgos   | definitivo |          |
| G        | Adam Harrington | Columbus Riverdr.s | definitivo |          |

| Cessioni | Cessioni                  | Cessioni    | Cessioni       | Cessioni |
| R.       | Nome                      | a           | Modalità       |          |
| -------- | ------------------------- | ----------- | -------------- | -------- |
| C        | Will McDonald             | Estudiantes | fine contratto |          |
| PG       | Billy Keys                | Saragozza   | fine contratto |          |
| C        | Eduardo Hernández-Sonseca | Real Madrid | fine contratto |          |
| AP       | Roger Esteller            |             | ritirato       |          |

### Dopo l'inizio della stagione
| Acquisti | Acquisti        | Acquisti          | Acquisti         | Acquisti   |
| R.       | Nome            | da                | Data             | Modalità   |
| -------- | --------------- | ----------------- | ---------------- | ---------- |
| C        | Richard Fox     | Saragozza         | 18 novembre 2005 | definitivo |
| AP       | Kennedy Winston | Memphis Grizzlies | 25 novembre 2005 | definitivo |

| Cessioni | Cessioni        | Cessioni   | Cessioni         | Cessioni       |
| R.       | Nome            | a          | Data             | Modalità       |
| -------- | --------------- | ---------- | ---------------- | -------------- |
| G        | Adam Harrington | Free agent | 25 novembre 2005 | rescissione    |
| C        | Richard Fox     | Free agent | 15 gennaio 2006  | fine contratto |